# 1110-ті до н. е.

## Події
Розгром Еламу Навуходоносором І.

## Правителі
- фараон Єгипту Рамсес IX;
- царі Ассирії Ашшур-реш-іши I та Тіглатпаласар І;
- цар Вавилонії Навуходоносор І;
- царі Еламу Хутелутуш-Іншушинак;